# 甲斐俊光
甲斐 俊光（かい としみつ、1956年7月27日 - ）は宮崎県出身の元プロゴルファー。

## 来歴
中学では軟式野球をやっていたが、高校進学後は若い頃にクラブチャンピオンの経験もあった父の勧めでゴルフを始める。最初の1ヶ月は、来る日も来る日も父に見守られながら素振りを繰り返し、2ヶ月目からようやく練習場で球を打つことを許される。毎日父の送り迎えで練習場に行き、休日は練習場を二箇所掛け持ちし、大体1000球位を打っていた。父は自分自身の練習よりも甲斐のフォームや球筋を熱心に見てくれており、甲斐自身も父の期待に応えるべく、必死で練習に励み、3ヶ月後には父がメンバー会員であった美々津カントリークラブで初のラウンドを経験。スコア118、ハンデ27のアマチュアとしてスタートし、関西ジュニア大会などに出場。ゴルフを始めて2年後の高校3年の夏にはハンデ8のシングルプレイヤーとなり、その後も一月ごとにスコアが上がり、卒業時にはハンデ3になる。
高校卒業後はプロを志し、地元宮崎からレベルの高い大阪府交野市のきさいちカントリークラブで寮生活を送り始める。当時の研修生は甲斐を含めて4人で、午前中は設備内の練習場で仕事をし、仕事が終わればゴルフバッグを担いでコースを回る生活を送り始める。20歳の春から毎回プロテストに挑戦し、6回目となった1978年秋に合格 。
1979年の美津濃プロ新人で初優勝し、その後は15年間もレギュラーツアーに参戦。1981年の第1回KSB香川オープンで中嶋常幸・島田幸作・中村通・内田繁・宮本省三・藤木三郎・高橋五月・高橋純一・榎本七郎を抑えて優勝し 弾みを付けると、1982年の白竜湖オープンでは3打リードの単独トップでスタートし、中嶋を抑えてイーブンパーで逃げ切り優勝。
1983年にはデサント大阪オープンで初日に69をマークして杉原輝雄・豊田明夫に次ぐと同時に松田司郎・川上実・宮本省三を抑え、松井一と並んでの4位タイでスタートし、最終日には重信秀人・松井と並んでの4位タイに留まった。
1988年の静岡オープンでは初日に4位、2日目7位、3日目4位と来て最終日68を出して丸山智弘とプレーオフを行い、3ホール目で丸山を振り切り、ツアー初優勝をもぎ取る。その後も三菱ギャラン10位タイ、関西プロ5位タイ、広島オープン6位タイ、日本プロ4位タイ と4度もベスト10入りし、賞金ランキング34位でシード権を獲得 。特に日本プロでは、尾崎健夫・尾崎将司・中嶋との優勝争いに絡みながらも惜しくも4位という結果に終わる。
その後は年齢と共に体の柔軟性が落ち、戦績も思うように上がらなくなり、1995年の日本オープンを最後にレギュラーツアーから引退 。
2006年からはシニア入りし、PPTリボーネストシニアから参戦して4試合に出場したが、予選落ちこそなかったもののファンケルクラシックの37位がベスト、賞金ランク67位と振るわなかった。

## 主な優勝
- 1979年 - 美津濃プロ新人
- 1981年 - KSB香川オープン
- 1982年 - 白竜湖オープン
- 1986年 - 和歌山オープン
- 1987年 - スポーツ振興オープン
- 1988年 - 静岡オープン